# Marián Kvasnička
Marián Kvasnička (ur. 12 lipca 1955) – słowacki nauczyciel i polityk, poseł do Rady Narodowej.

## Życiorys
Z zawodu nauczyciel, w latach 1991–2010 pracował w szkołach prowadzonych przez instytucje religijne. Był m.in. nauczycielem języka słowackiego oraz dyrektorem Gimnazjum im. Jana Bosko w Nowej Dubnicy. Objął funkcję przewodniczącego rady doradczej centrum kulturalnego zajmującego się upowszechnianiem tradycji chrześcijańskiej. W 2010 z listy Ruchu Chrześcijańsko-Demokratycznego uzyskał mandat posła do Rady Narodowej. W 2012 dołączył do kierownictwa partii, w wyborach w tym samym roku z powodzeniem ubiegał się o reelekcję.